# Panamerikanische Spiele 2003/Leichtathletik
Bei den Panamerikanischen Spielen 2003 in Santo Domingo (Dominikanische Republik) wurden in der Leichtathletik vom 5. bis zum 9. August 46 Wettbewerbe ausgetragen, davon 24 für Männer und 22 für Frauen.

## Männer

### 100-Meter-Lauf
| Platz | Athlet             | Land | Zeit (s) |
| ----- | ------------------ | ---- | -------- |
| 1     | Michael Frater     | JAM  | 10,21    |
| 2     | Mardy Scales       | USA  | 10,22    |
| 3     | Anson Henry        | CAN  | 10,30    |
| 4     | Édson Ribeiro      | BRA  | 10,31    |
| 5     | Jarbas Mascarenhas | BRA  | 10,34    |
| 6     | Sheldon Morant     | JAM  | 10,36    |
| 7     | Niconnor Alexander | TRI  | 10,42    |
|       | Mickey Grimes      | USA  | DQ       |

Finale: 6. August
Wind: 0,7 m/s
Mickey Grimes, der mit 10,10 s ursprünglich den ersten Platz belegt hatte, wurde wegen der Einnahme von Ephedrin disqualifiziert.

### 200-Meter-Lauf
| Platz | Athlet               | Land | Zeit (s) |
| ----- | -------------------- | ---- | -------- |
| 1     | Kenny Brokenburr     | USA  | 20,42    |
| 2     | Christopher Williams | JAM  | 20,54    |
| 3     | André da Silva       | BRA  | 20,68    |
| 4     | Clement Campbell     | JAM  | 20,85    |
| 5     | Heber Viera          | URU  | 20,85    |
| 6     | Julieon Raeburn      | TRI  | 20,93    |
| 7     | Claudinei da Silva   | BRA  | 20,99    |
| 8     | Kevin Arthurton      | SKN  | 21,02    |

Finale: 8. August
Wind: 0,6 m/s

### 400-Meter-Lauf
| Platz | Athlet            | Land | Zeit (s) |
| ----- | ----------------- | ---- | -------- |
| 1     | Mitch Potter      | USA  | 45,11    |
| 2     | Yeimer López      | CUB  | 45,13    |
| 3     | Alleyne Francique | GRN  | 45,51    |
| 4     | Adam Steele       | USA  | 45,72    |
| 5     | Shane Niemi       | CAN  | 45,78    |
| 6     | Carlos Santa      | DOM  | 45,85    |
| 7     | Michael Campbell  | JAM  | 46,10    |
| 8     | Davian Clarke     | JAM  | 46,17    |

Finale: 8. August

### 800-Meter-Lauf
| Platz | Athlet            | Land | Zeit (min) |
| ----- | ----------------- | ---- | ---------- |
| 1     | Achraf Tadili     | CAN  | 1:45,05    |
| 2     | Osmar dos Santos  | BRA  | 1:45,64    |
| 3     | Fabiano Peçanha   | BRA  | 1:46,39    |
| 4     | Jess Strutzel     | USA  | 1:46,45    |
| 5     | Sherridan Kirk    | TRI  | 1:47,50    |
| 6     | Ricardo Etheridge | PUR  | 1:48,53    |
| 7     | Marvin Watts      | JAM  | 1:48,98    |
| 8     | Floyd Thompson    | USA  | 1:50,04    |

Finale: 6. August

### 1500-Meter-Lauf
| Platz | Athlet                    | Land | Zeit (min) |
| ----- | ------------------------- | ---- | ---------- |
| 1     | Hudson de Souza           | BRA  | 3:45,72    |
| 2     | Michael Stember           | USA  | 3:46,31    |
| 3     | Grant Robison             | USA  | 3:46,68    |
| 4     | Miguel Ángel García Pérez | VEN  | 3:47,31    |
| 5     | Juan Luis Barrios         | MEX  | 3:47,67    |
| 6     | Fabiano Peçanha           | BRA  | 3:48,26    |
| 7     | Javier Carriqueo          | ARG  | 3:50,95    |
| 8     | Bayron Piedra             | ECU  | 3:52,20    |

9. August

### 5000-Meter-Lauf
| Platz | Athlet              | Land | Zeit (min) |
| ----- | ------------------- | ---- | ---------- |
| 1     | Hudson de Souza     | BRA  | 13:50,71   |
| 2     | David Galván        | MEX  | 13:52,92   |
| 3     | Marílson dos Santos | BRA  | 13:56,90   |
| 4     | Alejandro Suárez    | MEX  | 13:58,19   |
| 5     | Mauricio Díaz       | CHI  | 13:58,85   |
| 6     | Freddy González     | VEN  | 14:21,53   |
| 7     | William Naranjo     | COL  | 14:25,70   |
| 8     | Patrick Fuller      | BIZ  | 14:39,23   |

5. August

### 10.000-Meter-Lauf
| Platz | Athlet              | Land | Zeit (min) |
| ----- | ------------------- | ---- | ---------- |
| 1     | Teodoro Vega        | MEX  | 28:49,38   |
| 2     | Marílson dos Santos | BRA  | 28:49,48   |
| 3     | Dan Browne          | USA  | 29:06,23   |
| 4     | Pablo Olmedo        | MEX  | 29:41,31   |
| 5     | Luis Fonseca        | VEN  | 29:42,30   |
| 6     | William Naranjo     | COL  | 30:13,26   |
| 7     | José Amado García   | GUA  | 30:26,61   |
| 8     | Jorge Cabrera       | PAR  | 31:40,79   |

7. August

### Marathon
| Platz | Athlet             | Land | Zeit (h) |
| ----- | ------------------ | ---- | -------- |
| 1     | Vanderlei de Lima  | BRA  | 2:19:08  |
| 2     | Bruce Deacon       | CAN  | 2:20:25  |
| 3     | Diego Colorado     | COL  | 2:21:48  |
| 4     | Aguelmis Rojas     | CUB  | 2:23:18  |
| 5     | Francisco Bautista | MEX  | 2:25:50  |
| 6     | Daniel Simbrón     | ARG  | 2:28:21  |
| 7     | Pamenos Ballantyne | VIN  | 2:29:37  |
| 8     | Chris Banks        | USA  | 2:32:22  |

9. August

### 20 km Gehen
| Platz | Athlet              | Land | Zeit (h) |
| ----- | ------------------- | ---- | -------- |
| 1     | Jefferson Pérez     | ECU  | 1:23:06  |
| 2     | Bernardo Segura     | MEX  | 1:23:31  |
| 3     | Alejandro López     | MEX  | 1:24:33  |
| 4     | Luis Fernando López | COL  | 1:27:32  |
| 5     | Fredy Hernández     | COL  | 1:28:07  |
| 6     | Cristian Muñoz      | CHI  | 1:31:07  |
| 7     | Timothy Seaman      | USA  | 1:33:24  |
| 8     | John Nunn           | USA  | 1:35:34  |

5. August

### 50 km Gehen
| Platz | Athlet                       | Land | Zeit (h) |
| ----- | ---------------------------- | ---- | -------- |
| 1     | Germán Sánchez               | MEX  | 4:05:02  |
| 2     | Mário José dos Santos Júnior | BRA  | 4:07:37  |
| 3     | Luis García                  | GUA  | 4:12:14  |
| 4     | Sérgio Galdino               | BRA  | 4:24:42  |
| 5     | Philip Dunn                  | USA  | 4:25:50  |

8. August

### 110-Meter-Hürdenlauf
| Platz | Athlet                | Land | Zeit (s) |
| ----- | --------------------- | ---- | -------- |
| 1     | Yuniel Hernández      | CUB  | 13,35    |
| 2     | Larry Wade            | USA  | 13,35    |
| 3     | Márcio Simão de Souza | BRA  | 13,45    |
| 4     | Redelén dos Santos    | BRA  | 13,48    |
| 5     | Dudley Dorival        | HAI  | 13,48    |
| 6     | Jackson Quiñónez      | ECU  | 13,64    |
| 7     | Charles Allen         | CAN  | 13,66    |
| 8     | Joshua Walker         | USA  | 13,75    |

Finale: 9. August
Wind: −0,2 m/s

### 400-Meter-Hürdenlauf
| Platz | Athlet             | Land | Zeit (s) |
| ----- | ------------------ | ---- | -------- |
| 1     | Félix Sánchez      | DOM  | 48,19    |
| 2     | Eric Thomas        | USA  | 48,74    |
| 3     | Dean Griffiths     | JAM  | 49,35    |
| 4     | Oscar Juanz        | MEX  | 50,28    |
| 5     | Regan Nichols      | USA  | 50,31    |
| 6     | Sergio Hierrezuelo | CUB  | 50,34    |
| 7     | Adam Kunkel        | CAN  | 50,43    |
| 8     | Eronilde de Araújo | BRA  | 51,19    |

Finale: 6. August

### 3000-Meter-Hindernislauf
| Platz | Athlet              | Land | Zeit (min) |
| ----- | ------------------- | ---- | ---------- |
| 1     | Néstor Nieves       | VEN  | 8:34,26    |
| 2     | Joël Bourgeois      | CAN  | 8:36,78    |
| 3     | Anthony Famiglietti | USA  | 8:40,22    |
| 4     | Tom Chorny          | USA  | 8:45,35    |
| 5     | Salvador Miranda    | MEX  | 8:47,84    |
| 6     | David Milne         | CAN  | 8:59,37    |
| 7     | Richard Arias       | ECU  | 9:21,91    |
|       | Alexander Greaux    | PUR  | DQ         |

7. August

### 4-mal-100-Meter-Staffel
| Platz | Land                 | Athleten                                                            | Zeit (s) |
| ----- | -------------------- | ------------------------------------------------------------------- | -------- |
| 1     | Brasilien            | Vicente de Lima Édson Ribeiro André da Silva Claudinei da Silva     | 38,44    |
| 2     | Trinidad und Tobago  | Niconnor Alexander Marc Burns Ato Boldon Darrel Brown               | 38,53    |
| 3     | Kuba                 | José Ángel César José Carlos Peña Luis Alexander Reyes Juan Pita    | 39,09    |
| 4     | Niederländ. Antillen | Geronimo Goeloe Charlton Rafaela Jairo Duzant Churandy Martina      | 39,19    |
| 5     | Bahamas              | Michael Reckley Clement Taylor Jamial Rolle Derrick Atkins          | 39,72    |
| 6     | St. Kitts und Nevis  | Kevin Arthurton Irvin Browne Donnell Esdaille Delwayne Delaney      | 40,37    |
|       | Jamaika              | Michael Frater Clement Campbell Christopher Williams Sheldon Morant | DQ       |
|       | Vereinigte Staaten   | Mickey Grimes Jason Smoots Kenny Brokenburr Olan Coleman            | DQ       |

Finale: 9. August
Die US-amerikanische Stafette, die mit 38,27 den ersten Platz belegt hatte, wurde wegen Dopings disqualifiziert, nachdem Mickey Grimes die Einnahme von Ephedrin nachgewiesen worden war.

### 4-mal-400-Meter-Staffel
| Platz | Land                | Athleten                                                           | Zeit (s) |
| ----- | ------------------- | ------------------------------------------------------------------ | -------- |
| 1     | Jamaika             | Michael Campbell Sanjay Ayre Lansford Spence Davian Clarke         | 3:01,81  |
| 2     | Vereinigte Staaten  | Mitch Potter Ja’Warren Hooker Adam Steele James Davis              | 3:01,87  |
| 3     | Dominikan. Republik | Arismendy Peguero Carlos Santa Julio Vidal Félix Sánchez           | 3:02,02  |
| 4     | Trinidad und Tobago | Jacey Harper Sherridan Kirk Jamil James Damion Barry               | 3:05,28  |
| 5     | Bahamas             | Andrae Williams Dennis Darling Timothy Munnings Nathaniel McKinney | 3:05,50  |
| 6     | Kuba                | Glauder Garzón Sergio Hierrezuelo Alianni Hechevarría Yeimer López | 3:06,27  |
| 7     | Venezuela           | Jonathan Palma Simoncito Silvera Luis Luna William Hernández       | 3:06,52  |

9. August

### Hochsprung
| Platz | Athlet           | Land | Höhe (m) |
| ----- | ---------------- | ---- | -------- |
| 1     | Germaine Mason   | JAM  | 2,34     |
| 2     | Jamie Nieto      | USA  | 2,28     |
| 3     | Terrance Woods   | USA  | 2,22     |
| 4     | Lisvany Pérez    | CUB  | 2,20     |
| 5     | Fabrício Romero  | BRA  | 2,20     |
| 6     | Jessé de Lima    | BRA  | 2,16     |
| 7     | Henderson Dottin | BAR  | 2,16     |
| 8     | Huguens Jean     | HAI  | 2,16     |

9. August

### Stabhochsprung
| Platz | Athlet              | Land | Höhe (m) |
| ----- | ------------------- | ---- | -------- |
| 1     | Toby Stevenson      | USA  | 5,45     |
| 2     | Russ Buller         | USA  | 5,40     |
| 3     | Dominic Johnson     | LCA  | 5,40     |
| 4     | Javier Benítez      | ARG  | 5,35     |
| 5     | Giovanni Lanaro     | MEX  | 5,30     |
| 6     | Ricardo Diez        | VEN  | 5,20     |
| 7     | José Francisco Nava | CHI  | 5,20     |
| 8     | Jabari Ennis        | JAM  | 5,00     |

8. August

### Weitsprung
| Platz | Athlet                  | Land | Weite (m) |
| ----- | ----------------------- | ---- | --------- |
| 1     | Iván Pedroso            | CUB  | 8,23      |
| 2     | Luis Felipe Méliz       | CUB  | 8,20      |
| 3     | Víctor Castillo         | VEN  | 7,98      |
| 4     | Kareem Streete-Thompson | CAY  | 7,96      |
| 5     | Osbourne Moxey          | BAH  | 7,93      |
| 6     | Kevin Dilworth          | USA  | 7,86      |
| 7     | Aundre Edwards          | JAM  | 7,76      |
| 8     | Kevin Bartlett          | BAR  | 7,60      |

6. August

### Dreisprung
| Platz | Athlet           | Land | Weite (m) |
| ----- | ---------------- | ---- | --------- |
| 1     | Yoandri Betanzos | CUB  | 17,26     |
| 2     | Jadel Gregório   | BRA  | 17,03     |
| 3     | Yoelbi Quesada   | CUB  | 16,78     |
| 4     | Allen Simms      | USA  | 16,56     |
| 5     | Aarik Wilson     | USA  | 16,20     |
| 6     | Ayata Joseph     | ANT  | 16,09     |
| 7     | Dwane Magloire   | LCA  | 15,91     |
| 8     | Gregory Hughes   | BAR  | 15,69     |

9. August

### Kugelstoßen
| Platz | Athlet              | Land | Weite (m) |
| ----- | ------------------- | ---- | --------- |
| 1     | Reese Hoffa         | USA  | 20,95     |
| 2     | Marco Antonio Verni | CHI  | 20,14     |
| 3     | Bradley Snyder      | CAN  | 20,10     |
| 4     | Daniel Taylor       | USA  | 19,69     |
| 5     | Alexis Paumier      | CUB  | 19,32     |
| 6     | Yojer Medina        | VEN  | 19,19     |
| 7     | Jhonny Rodríguez    | COL  | 18,16     |
| 8     | Dave Stoute         | TRI  | 17,65     |

5. August

### Diskuswurf
| Platz | Athlet               | Land | Weite (m) |
| ----- | -------------------- | ---- | --------- |
| 1     | Jason Tunks          | CAN  | 63,70     |
| 2     | Frank Casañas        | CUB  | 62,61     |
| 3     | Lois Maikel Martínez | CUB  | 61,36     |
| 4     | Josh Ralston         | USA  | 59,57     |
| 5     | Jorge Balliengo      | ARG  | 59,39     |
| 6     | Doug Reynolds        | USA  | 58,60     |
| 7     | Eric Forshaw         | CAN  | 57,42     |
| 8     | Marcelo Pugliese     | ARG  | 55,88     |

8. August

### Hammerwurf
| Platz | Athlet             | Land | Weite (m) |
| ----- | ------------------ | ---- | --------- |
| 1     | Juan Ignacio Cerra | ARG  | 75,53     |
| 2     | James Parker       | USA  | 74,35     |
| 3     | Yosvany Suárez     | CUB  | 70,24     |
| 4     | Alberto Sánchez    | CUB  | 69,37     |
| 5     | Adrián Marzo       | ARG  | 68,65     |
| 6     | Raúl Rivera        | GUA  | 65,06     |
| 7     | Eduardo Acuña      | PER  | 63,30     |

7. August
Der US-Amerikaner John McEwen, der mit 71,49 m den dritten Platz belegt hatte, wurde wegen Dopings disqualifiziert.

### Speerwurf
| Platz | Athlet                 | Land | Weite (m) |
| ----- | ---------------------- | ---- | --------- |
| 1     | Emeterio González      | CUB  | 81,72     |
| 2     | Isbel Luaces           | CUB  | 80,95     |
| 3     | Breaux Greer           | USA  | 79,21     |
| 4     | Luiz Fernando da Silva | BRA  | 73,86     |
| 5     | Manuel Fuenmayor       | VEN  | 72,63     |
| 6     | Nery Kennedy           | PAR  | 72,62     |
| 7     | Diego Moraga           | CHI  | 71,79     |
| 8     | Rob Minnitti           | USA  | 71,64     |

6. August

### Zehnkampf
| Platz | Athlet             | Land | Punkte |
| ----- | ------------------ | ---- | ------ |
| 1     | Stephen Moore      | USA  | 7809   |
| 2     | Luiggy Llanos      | PUR  | 7704   |
| 3     | Yonelvis Águila    | CUB  | 7593   |
| 4     | Santiago Lorenzo   | ARG  | 7467   |
| 5     | Enrique Aguirre    | ARG  | 7356   |
|       | Octavius Gillespie | GUA  | DNF    |
|       | Kip Janvrin        | USA  | DNF    |

5./6. August

## Frauen

### 100-Meter-Lauf
| Platz | Athletin         | Land | Zeit (s) |
| ----- | ---------------- | ---- | -------- |
| 1     | Lauryn Williams  | USA  | 11,12    |
| 2     | Angela Williams  | USA  | 11,15    |
| 3     | Liliana Allen    | MEX  | 11,28    |
| 4     | Virgen Benavides | CUB  | 11,28    |
| 5     | Tamicka Clarke   | BAH  | 11,39    |
| 6     | Savatheda Fynes  | BAH  | 11,42    |
| 7     | Judyth Kitson    | JAM  | 11,48    |
| 8     | Fana Ashby       | TRI  | 11,52    |

Finale: 6. August
Wind: 1,6 m/s

### 200-Meter-Lauf
| Platz | Athletin            | Land | Zeit (s) |
| ----- | ------------------- | ---- | -------- |
| 1     | Roxana Díaz         | CUB  | 22,69    |
| 2     | Cydonie Mothersille | CAY  | 22,86    |
| 3     | Allyson Felix       | USA  | 22,93    |
| 4     | Digna Luz Murillo   | COL  | 23,26    |
| 5     | Danielle Browning   | JAM  | 23,46    |
| 6     | Norma González      | COL  | 23,47    |
| 7     | Judyth Kitson       | JAM  | 23,80    |
|       | Crystal Cox         | USA  | DQ       |

Finale: 8. August
Wind: 1,3 m/s
Das Ergebnis von Crystal Cox, die mit 23,36 s den fünften Platz belegt hatte, wurde wegen ihres Dopinggeständnisses nachträglich annulliert.

### 400-Meter-Lauf
| Platz | Athletin           | Land | Zeit (s) |
| ----- | ------------------ | ---- | -------- |
| 1     | Ana Guevara        | MEX  | 50,36    |
| 2     | Hazel-Ann Regis    | GRN  | 51,56    |
| 3     | Aliann Pompey      | GUY  | 52,06    |
| 4     | Libania Grenot     | CUB  | 52,23    |
| 5     | Me’Lisa Barber     | USA  | 52,53    |
| 6     | Novlene Williams   | JAM  | 52,83    |
| 7     | Moushaumi Robinson | USA  | 52,96    |
| 8     | Michelle Burgher   | JAM  | 53,26    |

Finale: 8. August

### 800-Meter-Lauf
| Platz | Athletin              | Land | Zeit (min) |
| ----- | --------------------- | ---- | ---------- |
| 1     | Adriana Muñoz         | CUB  | 2:02,96    |
| 2     | Marian Burnett        | GUY  | 2:03,58    |
| 3     | Christiane dos Santos | BRA  | 2:04,37    |
| 4     | Yanelis Lara          | CUB  | 2:04,58    |
| 5     | Luciana Mendes        | BRA  | 2:05,52    |
| 6     | Sheena Gooding        | BAR  | 2:06,28    |
| 7     | Hazel Clark           | USA  | 2:09,12    |
|       | Letitia Vriesde       | SUR  | DQ         |

Finale: 6. August
Letitia Vriesde belegte mit 2:02,92 min den ersten Platz, wurde aber wegen eines überhöhten Koffeinwertes disqualifiziert.

### 1500-Meter-Lauf
| Platz | Athletin              | Land | Zeit (min) |
| ----- | --------------------- | ---- | ---------- |
| 1     | Adriana Muñoz         | CUB  | 4:09,57    |
| 2     | Mary Jayne Harrelson  | USA  | 4:09,72    |
| 3     | Mardrea Hyman         | JAM  | 4:10,08    |
| 4     | Malindi Elmore        | CAN  | 4:10,42    |
| 5     | Dulce María Rodríguez | MEX  | 4:11,46    |
| 6     | Jany Tamargo          | CUB  | 4:20,33    |
| 7     | Ashley Couper         | BER  | 4:20,98    |
| 8     | Luciana Mendes        | BRA  | 4:21,80    |

7. August

### 5000-Meter-Lauf
| Platz | Athletin           | Land | Zeit (min) |
| ----- | ------------------ | ---- | ---------- |
| 1     | Adriana Fernández  | MEX  | 15:30,65   |
| 2     | Nora Leticia Rocha | MEX  | 15:40,98   |
| 3     | Nicole Jefferson   | USA  | 15:42,40   |
| 4     | Yudelkis Martínez  | CUB  | 16:09,33   |
| 5     | Bertha Sánchez     | COL  | 16:13,59   |
| 6     | Ann Marie Brooks   | USA  | 16:31,51   |
| 7     | Rosa Apaza         | BOL  | 17:01,41   |
| 8     | Elsa Monterroso    | GUA  | 17:13,72   |

6. August

### 10.000-Meter-Lauf
| Platz | Athletin               | Land | Zeit (min) |
| ----- | ---------------------- | ---- | ---------- |
| 1     | Adriana Fernández      | MEX  | 33:16,05   |
| 2     | Yudelkis Martínez      | CUB  | 33:55,12   |
| 3     | Bertha Sánchez         | COL  | 33:56,17   |
| 4     | Kimberly Fitchen-Young | USA  | 34:15,09   |
| 5     | Madaí Pérez            | MEX  | 34:27,71   |
| 6     | Jennifer Crain         | USA  | 34:40,19   |
| 7     | Elsa Monterroso        | GUA  | 36:24,23   |
| 8     | Luz Silva              | CHI  | 37:11,17   |

8. August

### Marathon
| Platz | Athletin                 | Land | Zeit (h) |
| ----- | ------------------------ | ---- | -------- |
| 1     | Márcia Narloch           | BRA  | 2:39:54  |
| 2     | Mariela González         | CUB  | 2:42:55  |
| 3     | Érika Olivera            | CHI  | 2:44:52  |
| 4     | Iglandini González       | COL  | 2:47:40  |
| 5     | Maria do Carmo Guimarães | BRA  | 2:51:58  |
| 6     | Maribel Burgos           | PUR  | 2:53:03  |
| 7     | Angélica Sánchez         | MEX  | 2:53:56  |
| 8     | Emperatriz Wilson        | CUB  | 2:54:16  |

9. August

### 20 km Gehen
| Platz | Athletin                  | Land | Zeit (h) |
| ----- | ------------------------- | ---- | -------- |
| 1     | Victoria Palacios         | MEX  | 1:35:16  |
| 2     | María del Rosario Sánchez | MEX  | 1:35:21  |
| 3     | Joanne Dow                | USA  | 1:35:48  |
| 4     | Geovana Irusta            | BOL  | 1:37:08  |
| 5     | Ariana Quino              | BOL  | 1:38:43  |
| 6     | Sandra Zapata             | COL  | 1:38:49  |
| 7     | Teresita Collado          | GUA  | 1:39:18  |
| 8     | Amber Antonia             | USA  | 1:42:45  |

6. August

### 100-Meter-Hürdenlauf
| Platz | Athletin              | Land | Zeit (s) |
| ----- | --------------------- | ---- | -------- |
| 1     | Brigitte Foster       | JAM  | 12,67    |
| 2     | Perdita Felicien      | CAN  | 12,70    |
| 3     | Lacena Golding-Clarke | JAM  | 12,79    |
| 4     | Michelle Perry        | USA  | 12,80    |
| 5     | Angela Whyte          | CAN  | 12,94    |
| 6     | Yahumara Neyra        | CUB  | 12,95    |
| 7     | Nadine Faustin        | HAI  | 12,95    |
| 8     | Anay Tejeda           | CUB  | 13,20    |

Finale: 9. August
Wind: −0,3 m/s

### 400-Meter-Hürdenlauf
| Platz | Athletin          | Land | Zeit (s) |
| ----- | ----------------- | ---- | -------- |
| 1     | Joanna Hayes      | USA  | 54,77    |
| 2     | Daimí Pernía      | CUB  | 55,10    |
| 3     | Andrea Blackett   | BAR  | 55,24    |
| 4     | Brenda Taylor     | USA  | 55,27    |
| 5     | Yvonne Harrison   | PUR  | 55,27    |
| 6     | Allison Beckford  | JAM  | 55,50    |
| 7     | Debbie-Ann Parris | JAM  | 56,73    |
| 8     | Lucimar Teodoro   | BRA  | 57,56    |

Finale: 6. August

### 4-mal-100-Meter-Staffel
| Platz | Land                | Athletinnen                                                             | Zeit (s) |
| ----- | ------------------- | ----------------------------------------------------------------------- | -------- |
| 1     | Vereinigte Staaten  | Angela Williams Consuella Moore Angela Daigle Lauryn Williams           | 43,06    |
| 2     | Kuba                | Dainelky Pérez Roxana Díaz Virgen Benavides Misleidys Lazo              | 43,40    |
| 3     | Jamaika             | Lacena Golding-Clarke Judyth Kitson Shellene Williams Danielle Browning | 43,71    |
| 4     | Trinidad und Tobago | Keenan Gibson Fana Ashby Wanda Hutson Kelly-Ann Baptiste                | 43,97    |
| 5     | Kolumbien           | Melisa Murillo Digna Luz Murillo Patricia Rodríguez Norma González      | 45,13    |
| 6     | Dominikan. Republik | Nelsy Delgado María Carrión Elizabeth Balbuena Marleni Mejía            | 45,76    |

9. August

### 4-mal-400-Meter-Staffel
| Platz | Land                | Athletinnen                                                               | Zeit (min) |
| ----- | ------------------- | ------------------------------------------------------------------------- | ---------- |
| 1     | Vereinigte Staaten  | Me’Lisa Barber Moushaumi Robinson Julian Clay DeeDee Trotter              | 3:26,40    |
| 2     | Jamaika             | Naleya Downer Michelle Burgher Novlene Williams Allison Beckford          | 3:27,34    |
| 3     | Brasilien           | Maria Laura Almirão Josiane Tito Geisa Aparecida Coutinho Lucimar Teodoro | 3:28,07    |
| 4     | Mexiko              | Liliana Allen Mayra González Gabriela Medina Ana Guevara                  | 3:28,23    |
| 5     | Kuba                | Libania Grenot Yanelis Lara Yudalis Díaz Adriana Muñoz                    | 3:28,79    |
| 6     | Puerto Rico         | Militza Castro Yvonne Harrison Sandra Moya Yamelis Ortiz                  | 3:32,28    |
| 7     | Dominikan. Republik | Yelmi Martínez Jazmín Rodríguez Claudia Vargas Clara Hernández            | 3:38,48    |
|       | Kolumbien           |                                                                           | DQ         |

9. August

### Hochsprung
| Platz | Athletin               | Land | Höhe (m) |
| ----- | ---------------------- | ---- | -------- |
| 1     | Juana Rosario Arrendel | DOM  | 1,94     |
| 2     | Romary Rifka           | MEX  | 1,94     |
| 3     | Yarianny Argüelles     | CUB  | 1,89     |
| 4     | Stacy Ann Grant        | USA  | 1,86     |
| 5     | Levern Spencer         | LCA  | 1,83     |
| 6     | Ifoma Jones            | USA  | 1,83     |
| 7     | Solange Witteveen      | ARG  | 1,80     |
| 7     | Nicole Forrester       | CAN  | 1,80     |

8. August

### Stabhochsprung
| Platz | Athletin         | Land | Höhe (m) |
| ----- | ---------------- | ---- | -------- |
| 1     | Melissa Mueller  | USA  | 4,40     |
| 2     | Carolina Torres  | CHI  | 4,30     |
| 3     | Stephanie McCann | CAN  | 4,20     |
| 4     | Kellie Suttle    | USA  | 4,10     |
| 5     | Katiuska Pérez   | CUB  | 4,10     |
| 6     | Dana Ellis       | CAN  | 4,00     |
| 7     | Alejandra Meza   | MEX  | 4,00     |
| 8     | Dennise Orengo   | PUR  | 3,90     |

9. August

### Weitsprung
| Platz | Athletin         | Land | Weite (m) |
| ----- | ---------------- | ---- | --------- |
| 1     | Alice Falaiye    | CAN  | 6,43      |
| 2     | Jackie Edwards   | BAH  | 6,41      |
| 3     | Yargelis Savigne | CUB  | 6,40      |
| 4     | María Espencer   | DOM  | 6,31      |
| 5     | Tameisha King    | USA  | 6,09      |
| 6     | Rose Richmond    | USA  | 6,01      |
| 7     | Mónica Falcioni  | URU  | 5,90      |
| 8     | Daphne Saunders  | BAH  | 5,90      |

5. August

### Dreisprung
| Platz | Athletin        | Land | Weite (m) |
| ----- | --------------- | ---- | --------- |
| 1     | Mabel Gay       | CUB  | 14,42     |
| 2     | Yuliana Perez   | USA  | 13,99     |
| 3     | Yusmay Bicet    | CUB  | 13,90     |
| 4     | Suzette Lee     | JAM  | 13,83     |
| 5     | Tiombe Hurd     | USA  | 13,68     |
| 6     | María Espencer  | DOM  | 13,66     |
| 7     | Colleen Scott   | JAM  | 13,63     |
| 8     | María José Paiz | GUA  | 13,09     |

8. August

### Kugelstoßen
| Platz | Athletin           | Land | Weite (m) |
| ----- | ------------------ | ---- | --------- |
| 1     | Yumileidi Cumbá    | CUB  | 19,31     |
| 2     | Elisângela Adriano | BRA  | 18,48     |
| 3     | Fior Vásquez       | DOM  | 18,14     |
| 4     | Misleydis González | CUB  | 17,99     |
| 5     | Laura Gerraughty   | USA  | 17,33     |
| 6     | Cleopatra Borel    | TRI  | 17,23     |
| 7     | Kristin Heaston    | USA  | 16,55     |
| 8     | Marianne Berndt    | CHI  | 15,37     |

7. August

### Diskuswurf
| Platz | Athletin           | Land | Weite (m) |
| ----- | ------------------ | ---- | --------- |
| 1     | Aretha Hill        | USA  | 63,30     |
| 2     | Anaelys Fernández  | CUB  | 61,26     |
| 3     | Yania Ferrales     | CUB  | 60,03     |
| 4     | Suzanne Powell     | USA  | 60,00     |
| 5     | Elisângela Adriano | BRA  | 58,80     |
| 6     | Luz Dary Castro    | COL  | 55,65     |
| 7     | María Mercedes     | DOM  | 44,46     |
| 8     | Marianne Berndt    | CHI  | 42,45     |

5. August

### Hammerwurf
| Platz | Athletin         | Land | Weite (m) |
| ----- | ---------------- | ---- | --------- |
| 1     | Yipsi Moreno     | CUB  | 74,25     |
| 2     | Yunaika Crawford | CUB  | 69,57     |
| 3     | Candice Scott    | TRI  | 69,06     |
| 4     | Anna Mahon       | USA  | 67,09     |
| 5     | Dawn Ellerbe     | USA  | 65,75     |
| 6     | Nathalie Grant   | JAM  | 59,99     |
| 7     | Violeta Guzmán   | MEX  | 58,31     |
| 8     | Nancy Guillén    | ESA  | 57,30     |

5. August

### Speerwurf
| Platz | Athletin          | Land | Weite (m) |
| ----- | ----------------- | ---- | --------- |
| 1     | Kim Kreiner       | USA  | 60,86     |
| 2     | Laverne Eve       | BAH  | 60,68     |
| 3     | Osleidys Menéndez | CUB  | 60,20     |
| 4     | Sabina Moya       | COL  | 60,17     |
| 5     | Sonia Bisset      | CUB  | 58,00     |
| 6     | Erica Wheeler     | USA  | 53,08     |
| 7     | Zuleima Araméndiz | COL  | 50,37     |
| 8     | Leryn Franco      | PAR  | 50,21     |

7. August

### Siebenkampf
| Platz | Athletin           | Land | Punkte |
| ----- | ------------------ | ---- | ------ |
| 1     | Tiffany Lott-Hogan | USA  | 6064   |
| 2     | Nicole Haynes      | CAN  | 5959   |
| 3     | Magalys García     | CUB  | 5864   |
| 4     | Judith Méndez      | DOM  | 5783   |
| 5     | Yuleidis Limonta   | CUB  | 5496   |
| 6     | Thaimara Rivas     | VEN  | 5472   |
| 7     | Francia Manzanillo | DOM  | 5359   |
| 8     | Valeria Steffens   | CHI  | 4988   |

7./8. August